# Roger III de Sicilia
Rogelio III de Sicilia (ca. 1175 - 1193) fue el hijo primogénito del rey Tancredo de Sicilia y de su esposa Sibila de Acerra.

## Biografía
En 1189 fue nombrado duque de Apulia, como confirmación de su condición de heredero, y en 1191 fue nombrado correy junto con su padre. Un año más tarde contrajo matrimonio en la catedral de Brindisi con Irene Ángelo, hija del emperador bizantino Isaac II. 
Se hizo cargo de las riendas del reino durante las luchas por el trono de Sicilia que su progenitor mantenía contra el emperador germánico Enrique VI, pero en diciembre de 1193 enfermó y murió a la edad de 18 años.
Le sucedió como correy su hermano Guillermo III de Sicilia. Su padre fallecería poco después y el emperador germánico Enrique VI invadiría el reino, apresando a su familia y casando a su viuda con su hermano Felipe de Suabia.